# Kazuo Ishiguro
Kazuo Ishiguro - roepnaam  Ish of  Ishy (Nagasaki, 8 november 1954) is een Japans-Engels auteur die onder meer de Booker Prize won en in 2017 de Nobelprijs voor Literatuur kreeg toegekend. 
Hoewel Ishiguro in Japan werd geboren, groeide hij vanaf zijn vijfde op in Guildford. In Engeland haalde hij in 1978 zijn bachelorgraad aan de Universiteit van Kent en twee jaar later een master creatief schrijven aan de University of East Anglia in Norwich. 

## Literaire prijzen
Naast de Booker Prize voor zijn derde boek The Remains of the Day (1989), won Ishiguro eerder in 1986 de Whitbread Prize, voor zijn tweede boek An Artist of the Floating World. In 1998 kreeg hij de Chevalier de l'Ordre des arts et des lettres uitgereikt door het Franse Ministerie van Cultuur. In 2017 won hij de Nobelprijs voor Literatuur. De jury loofde met name zijn emotionele kracht. Men kende Ishiguro de prijs toe voor zijn 'krachtige, emotionele romans, waarin hij de afgrond toont die achter ons ingebeeld gevoel van verbondenheid met de wereld schuilgaat.

## Bestseller 60
| Boeken met noteringen in de Nederlandse Bestseller 60 | Jaar van verschijnen | Datum van binnenkomst | Hoogste positie | Aantal weken | Opmerkingen |
| ----------------------------------------------------- | -------------------- | --------------------- | --------------- | ------------ | ----------- |
| Klara en de Zon                                       | 2021                 | 15-03-2021            | 19              | 8            |             |

- Bibsys: 90119757
- Biblioteca Nacional de Chile: 000117809
- Biblioteca Nacional de España: XX948026
- Bibliothèque nationale de France: cb120133037 (data)
- Catàleg d'autoritats de noms i títols de Catalunya: 981058523937006706
- CiNii: DA01027090
- Digitale Bibliotheek voor de Nederlandse Letteren: ishi001
- Gemeinsame Normdatei: 119484978
- International Standard Name Identifier: 0000 0001 1081 2692
- Library of Congress Control Number: n81151284
- Nationale Bibliotheek van Letland: 000027101
- MusicBrainz: 48753592-312e-4196-b1d3-db0dd54ebd4c
- Bibliotheek van het Japanse parlement: 00444317
- Nationale Bibliotheek van Tsjechië: jn19990003916
- Nationale bibliotheek van Australië: 36569356
- Nationale Bibliotheek van Israël: 987007263109805171
- Nationale en Universitaire bibliotheek Zagreb: 000160315
- Nederlandse Thesaurus van Auteursnamen: 071842918
- Istituto Centrale per il Catalogo Unico: CFIV057584
- LIBRIS: 392195
- SNAC: w6hh6scc
- Système universitaire de documentation: 050671618
- Trove: 1297957
- Virtual International Authority File: 108702574
- WorldCat: E39PBJgX8MH6XHT6XbM3WdKrv3

1901: Prudhomme ·
1902: Mommsen ·
1903: Bjørnson ·
1904: Mistral, Echegaray ·
1905: Sienkiewicz ·
1906: Carducci ·
1907: Kipling ·
1908: Eucken ·
1909: Lagerlöf ·
1910: Heyse ·
1911: Maeterlinck ·
1912: Hauptmann ·
1913: Tagore ·
1915: Rolland ·
1916: Heidenstam ·
1917: Gjellerup, Pontoppidan ·
1919: Spitteler ·
1920: Hamsun ·
1921: France ·
1922: Benavente ·
1923: Yeats ·
1924: Reymont ·
1925: Shaw ·
1926: Deledda ·
1927: Bergson ·
1928: Undset ·
1929: Mann ·
1930: Lewis ·
1931: Karlfeldt ·
1932: Galsworthy ·
1933: Boenin ·
1934: Pirandello ·
1936: O'Neill ·
1937: Gard ·
1938: Buck ·
1939: Sillanpää ·
1944: Jensen ·
1945: Mistral ·
1946: Hesse ·
1947: Gide ·
1948: Eliot ·
1949: Faulkner ·
1950: Russell ·
1951: Lagerkvist ·
1952: Mauriac ·
1953: Churchill ·
1954: Hemingway ·
1955: Laxness ·
1956: Jiménez ·
1957: Camus ·
1958: Pasternak ·
1959: Quasimodo ·
1960: Perse ·
1961: Andrić ·
1962: Steinbeck ·
1963: Seferis ·
1964: Sartre (geweigerd) ·
1965: Sjolochov ·
1966: Agnon, Sachs ·
1967: Asturias ·
1968: Kawabata ·
1969: Beckett ·
1970: Solzjenitsyn ·
1971: Neruda ·
1972: Böll ·
1973: White ·
1974: Johnson, Martinson ·
1975: Montale ·
1976: Bellow ·
1977: Aleixandre ·
1978: Singer ·
1979: Elýtis ·
1980: Miłosz ·
1981: Canetti ·
1982: García Márquez ·
1983: Golding ·
1984: Seifert ·
1985: Simon ·
1986: Soyinka ·
1987: Brodsky ·
1988: Mahfoez ·
1989: Cela ·
1990: Paz ·
1991: Gordimer ·
1992: Walcott ·
1993: Morrison ·
1994: Oë ·
1995: Heaney ·
1996: Szymborska ·
1997: Fo ·
1998: Saramago ·
1999: Grass ·
2000: Gao ·
2001: Naipaul ·
2002: Kertész ·
2003: Coetzee ·
2004: Jelinek ·
2005: Pinter ·
2006: Pamuk ·
2007: Lessing ·
2008: Le Clézio ·
2009: Müller ·
2010: Vargas Llosa ·
2011: Tranströmer ·
2012: Mo ·
2013: Munro ·
2014: Modiano ·
2015: Aleksijevitsj ·
2016: Dylan ·
2017: Ishiguro ·
2018: Tokarczuk ·
2019: Handke ·
2020: Glück ·
2021: Gurnah ·
2022: Ernaux ·
2023: Fosse ·
2024: Kang ·